# جيسيكا موريسون
جيسيكا موريسون (بالإنجليزية: Jessica Morrison)‏ هي مجدفة أسترالية، ولدت في 18 مايو 1992 في فيتزوري ‏ في أستراليا.

## وصلات خارجية
- جيسيكا موريسون على موقع الاتحاد الدولي للسباحة (الإنجليزية)
- جيسيكا موريسون على موقع الاتحاد الدولي للتجديف (الإنجليزية)
- جيسيكا موريسون على موقع الاتحاد الأسترالي للتجديف (الإنجليزية)
- جيسيكا موريسون على موقع اللجنة الأولمبية الدولية (الإنجليزية)
- جيسيكا موريسون على موقع أوليمبيديا (الإنجليزية)
- جيسيكا موريسون على موقع اللجنة الأولمبية الأسترالية (الإنجليزية)